# Strong Women's Championship
O Strong Women's Championship (japonês: STRONG女子王座, Hepburn: STRONG Joshi Ōza) é um campeonato mundial feminino de wrestling profissional pertencente à promoção New Japan Pro-Wrestling (NJPW). A criação do campeonato foi anunciada pela NJPW em 27 de abril de 2023. O título é apresentado exclusivamente no programa de televisão americano da NJPW, NJPW Strong Live, que conta com um plantel distinto de lutadores americanos e de outros países. A campeã inaugural foi Willow Nightingale. A campeã atual é AZM, que está em seu primeiro reinado.

## História

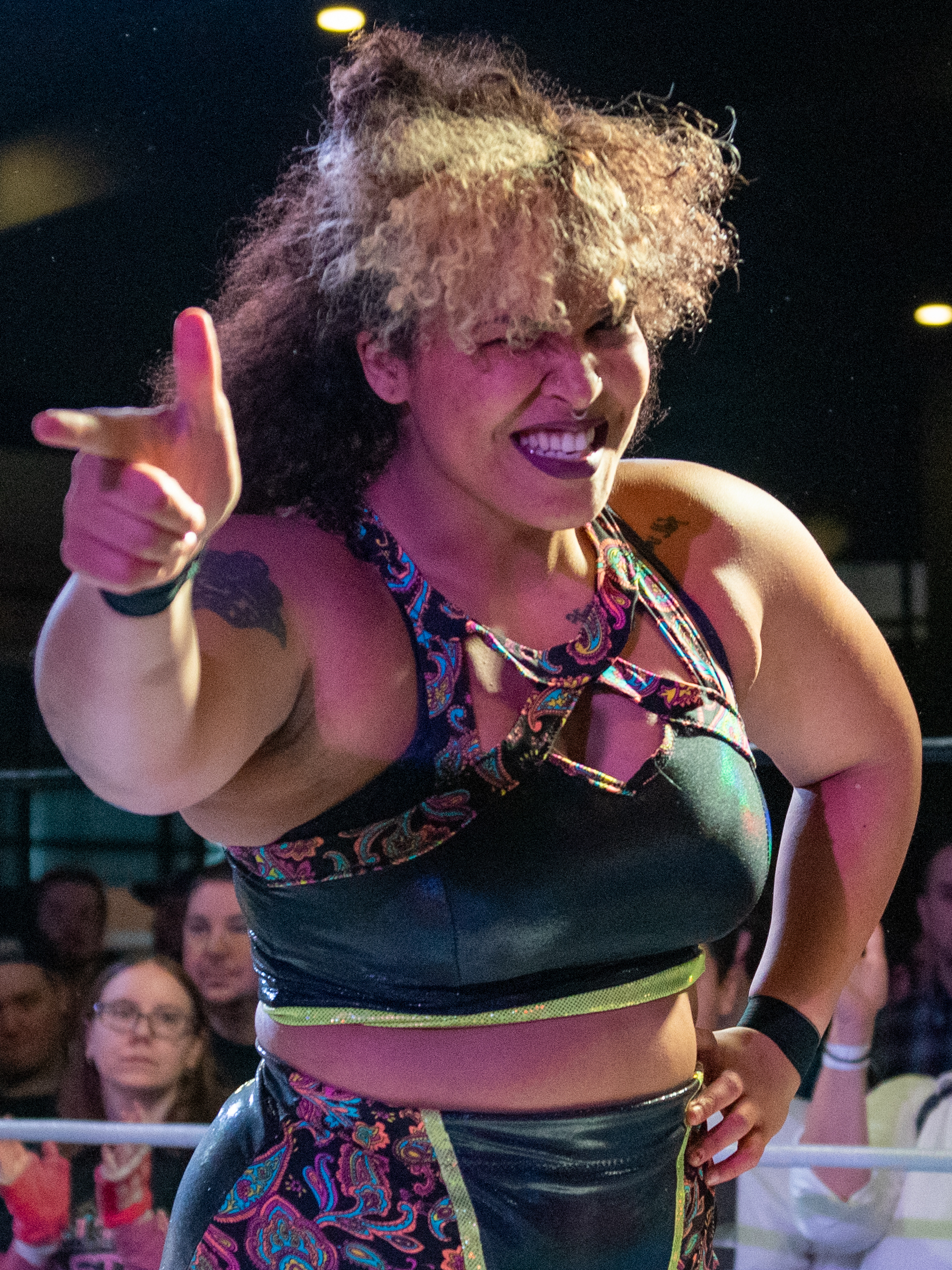
A campeã inaugural, Willow Nightingale.

Em 2022, a New Japan Pro-Wrestling (NJPW) estabeleceu uma divisão feminina. Em 29 de julho daquele ano, a promoção criou o IWGP Women's Championship, o primeiro título feminino da história da empresa, que teve Kairi como a campeã inaugural. O campeonato foi criado para ser o título principal da divisão feminina da NJPW e foi planejado para ser defendido tanto em eventos da NJPW no Japão quanto em eventos promovidos pela empresa irmã japonesa World Wonder Ring Stardom (Stardom), uma promoção de joshi puroresu.
Em 27 de abril de 2023, a NJPW anunciou a criação do Strong Women's Championship, o principal título feminino da subsidiária americana da promoção, Strong Live. A empresa também anunciou um torneio eliminatório com quatro lutadoras para determinar a campeã inaugural, que seria realizado no evento Resurgence, em 21 de maio, em Long Beach, Califórnia. O torneio contou com representantes das parceiras da NJPW: All Elite Wrestling (AEW), Consejo Mundial de Lucha Libre (CMLL) e Stardom. As participantes do torneio foram a ex-campeã feminina IWGP Mercedes Moné (NJPW), Momo Kohgo (Stardom), Stephanie Vaquer (CMLL) e Willow Nightingale (AEW). No Resurgence, Nightingale se tornou a campeã inaugural ao derrotar Moné na final.

### Torneio inaugural (2023)
|  | Semifinal Resurgence (21 de maio) | Semifinal Resurgence (21 de maio) | Semifinal Resurgence (21 de maio) |                    |               | Final Resurgence (21 de maio) | Final Resurgence (21 de maio) | Final Resurgence (21 de maio) |  |
|  |                                   |                                   |                                   |                    |               |                               |                               |                               |  |
|  | Mercedes Moné                     | Mercedes Moné                     | Pin                               |                    |               |                               |                               |                               |  |
|  | Mercedes Moné                     | Mercedes Moné                     | Pin                               |                    |               |                               |                               |                               |  |
|  | Stephanie Vaquer                  | Stephanie Vaquer                  | 11:55                             |                    |               |                               |                               |                               |  |
|  | Stephanie Vaquer                  | Stephanie Vaquer                  | 11:55                             |                    | Mercedes Moné | Mercedes Moné                 | 13:34                         |                               |  |
|  |                                   |                                   |                                   |                    | Mercedes Moné | Mercedes Moné                 | 13:34                         |                               |  |
|  |                                   |                                   | Willow Nightingale                | Willow Nightingale | Pin           |                               |                               |                               |  |
|  | Momo Kohgo                        | Momo Kohgo                        | Willow Nightingale                | Willow Nightingale | Pin           | 9:37                          |                               |                               |  |
|  | Momo Kohgo                        | Momo Kohgo                        |                                   |                    |               |                               |                               |                               |  |
|  | Willow Nightingale                | Willow Nightingale                | Pin                               |                    |               |                               |                               |                               |  |

A primeira defesa do título foi realizada no episódio de 2 de junho de 2023 do AEW Rampage (gravado em 31 de maio de 2023), onde Nightingale defendeu com sucesso o campeonato contra Emi Sakura.

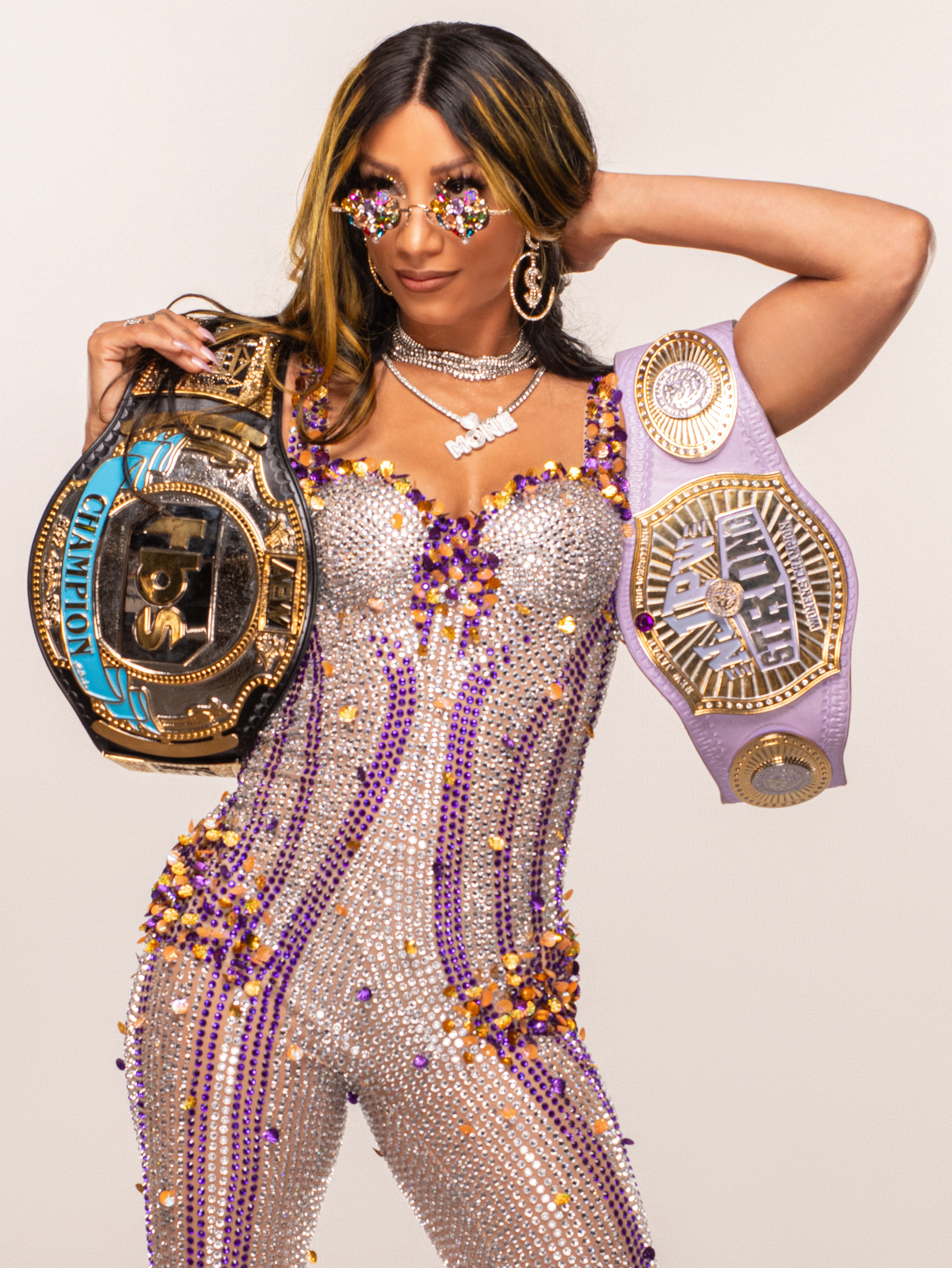
Detentora do reinado mais longo, Mercedes Moné, com o Campeonato Feminino Strong (à direita) e o Campeonato TBS da AEW da All Elite Wrestling (à esquerda).

## Reinados

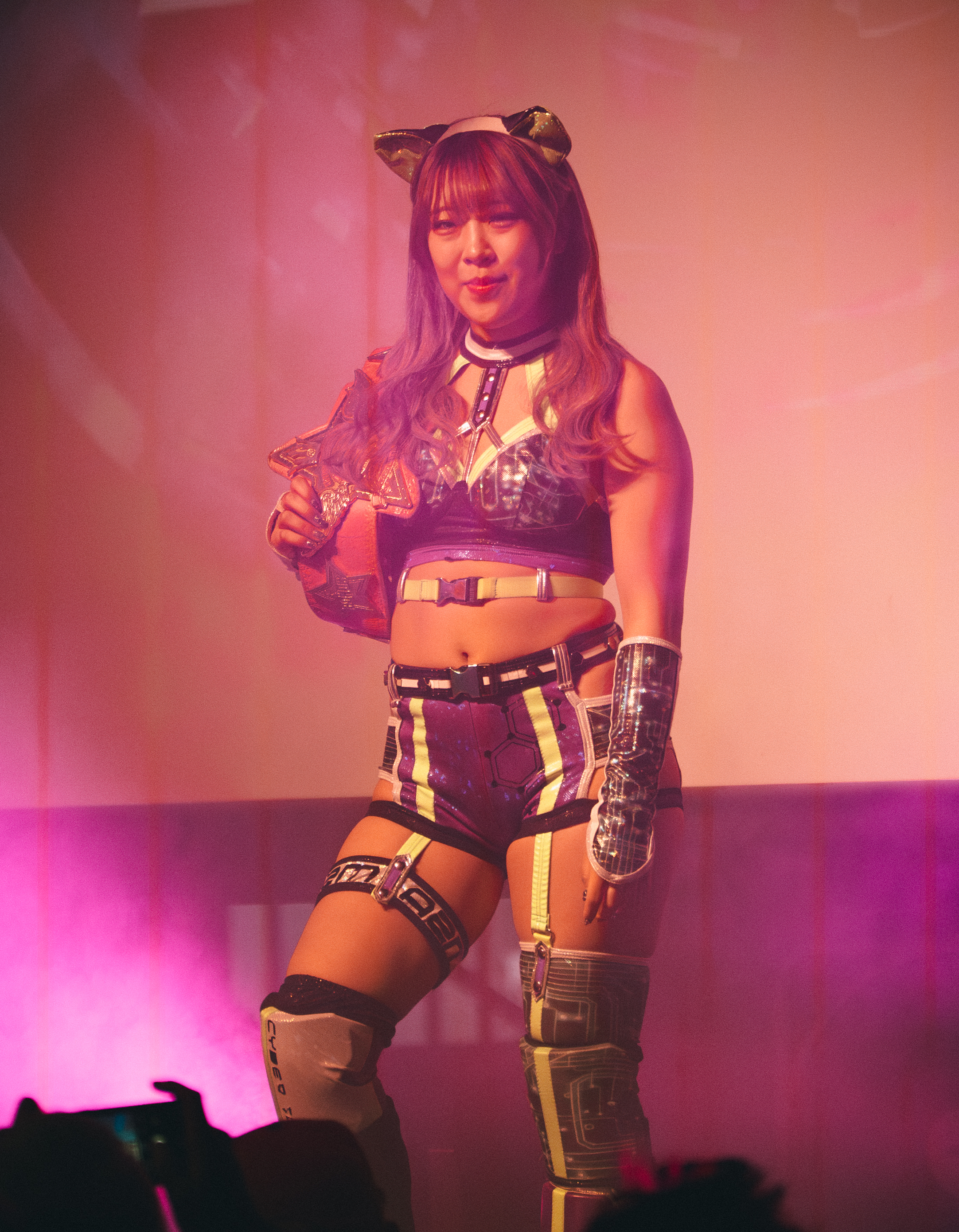
Atual campeã, AZM.

Em 16 de maio de 2025, houve cinco reinados entre cinco campeãs. Willow Nightingale foi a campeã inaugural. Mercedes Moné é a campeã mais velha, com 32 anos, enquanto AZM é a mais jovem, com 22 anos. O reinado de Mercedes Moné é o mais longo, com 313 dias, enquanto o de Nightingale é o mais curto, com 45 dias.
AZM é a atual campeã em seu primeiro reinado. Ela conquistou o título ao derrotar a campeã anterior, Mercedes Moné, e Mina Shirakawa em uma luta three-way no evento Resurgence, em 9 de maio de 2025, em Ontario, Califórnia.
| Nº          | Ordem de reinados na história.            |
| Reinado     | O número de reinados de cada lutadora.    |
| Localização | A cidade em que o título foi conquistado. |
| Evento      | O evento em que o título foi conquistado. |
| Defesas     | Número de defesas bem-sucedidas.          |

| Nº                                                                   | Campeã             | Mudança de campeã   | Mudança de campeã          | Mudança de campeã | Estatísticas do reinado | Estatísticas do reinado | Estatísticas do reinado | Notas | Ref.   |
| Nº                                                                   | Campeã             | Data                | Evento                     | Local             | Reinado                 | Dias                    | Defesas                 | Notas | Ref.   |
| -------------------------------------------------------------------- | ------------------ | ------------------- | -------------------------- | ----------------- | ----------------------- | ----------------------- | ----------------------- | --- | ------ |
| New Japan Pro Wrestling (NJPW) e World Wonder Ring Stardom (ST★RDOM) |                    |                     |                            |                   |                         |                         |                         | |        |
| 1                                                                    | Willow Nightingale | 21 de maio de 2023  | Resurgence                 | Long Beach, CA    | 1                       | 45                      | 2                       | Derrotou Mercedes Moné na final de um torneio eliminatório com quatro lutadoras para se tornar a campeã inaugural. | [ 5 ]  |
| 2                                                                    | Giulia             | 5 de julho de 2023  | Independence Day Noite 2   | Tóquio, Japão     | 1                       | 249                     | 9                       | | [ 7 ]  |
| 3                                                                    | Stephanie Vaquer   | 10 de março de 2024 | Torneio Cinderella Noite 2 | Tóquio, Japão     | 1                       | 112                     | 4                       | | [ 8 ]  |
| 4                                                                    | Mercedes Moné      | 30 de junho de 2024 | Forbidden Door             | Elmont, NY        | 1                       | 313                     | 4                       | Derrotou Stephanie Vaquer em uma luta Winner Takes All também pelo AEW TBS Championship de Moné no Forbidden Door. | [ 9 ]  |
| 5                                                                    | AZM                | 9 de maio de 2025   | Resurgence                 | Ontario, CA       | 1                       | 7+                      | 0                       | Esta foi uma luta three-way também envolvendo Mina Shirakawa.                                                      | [ 10 ] |